# Игор Пантић
Игор Пантић (Београд, 15. новембар 1983) српски је универзитетски професор и психијатар. Ванредни је професор Медицинског факултета Универзитета у Београду на Катедри за медицинску физиологију и придружени професор Универзитета у Хаифи у Израелу.